# Renault Type CB
Der Renault Type CB war ein frühes Personenkraftwagenmodell von Renault. Er wurde auch 12/16 CV bzw. ab 1911 12 CV genannt.

## Beschreibung
Die nationale Zulassungsbehörde erteilte am 21. Dezember 1910 seine Zulassung. Das Modell löste den Renault Type BZ ab und blieb bis 1912 in Produktion. Nachfolger wurde der Renault Type DG. 
Ein wassergekühlter Vierzylindermotor mit 80 mm Bohrung und 120 mm Hub leistete aus 2413 cm³ Hubraum 11 bis 12 PS. Die Motorleistung wurde über eine Kardanwelle an die Hinterachse geleitet. Die Höchstgeschwindigkeit war je nach Übersetzung mit 38 km/h bis 56 km/h angegeben.
Das normale Fahrgestell hatte einen Radstand von 305 cm und eine Spurweite von 134 cm. Damit war das Fahrzeug 420 cm bzw. 421 cm lang und 160 cm bzw. 161,5 cm breit. Ein besonders niedriges Fahrgestell mit 329,5 cm Radstand und ebenfalls 134 cm Spurweite ermöglichte Karosserien von 446 cm Länge und 161,5 cm Breite. Der Wendekreis war mit 11 Metern angegeben. Das Fahrgestell wog 750 kg, das Komplettfahrzeug 1500 kg. Zur Wahl standen Doppelphaeton, Torpedo, Limousine, Landaulet und Coupé. Das Fahrgestell kostete zwischen 9000 und 9600 Franc.
Das Auktionshaus RM Auctions versteigerte am 18. Januar 2008 ein Coupé de Ville von 1912 für 269.500 US-Dollar. Bonhams bot am 26. September 2009 ebenfalls ein Coupé de Ville von 1912 an und erwartete einen Preis von 110.000 bis 120.000 Euro.